# Natalja Petrowna Bechterewa
Natalja Petrowna Bechterewa (russisch Наталья Петровна Бехтерева; * 7. Juli 1924 in Leningrad; † 22. Juni 2008 in Hamburg) war eine sowjetische und russische Neurophysiologin.

## Leben
Bechterewas Großvater war der Neurophysiologe Wladimir Michailowitsch Bechterew. Ihr Vater Pjotr Wladimirowitsch Bechterew war Ingenieur im Sonderbüro für militärische Erfindungen für spezielle Zwecke Ostechbjuro und nahm an der Entwicklung von Luftfahrttransportsystemen teil. Er wurde während des Großen Terrors am 22. September 1937 zusammen mit vielen anderen Mitarbeitern des Ostechbjuros verhaftet und am 23. Februar 1938 nach Artikel 58 des Strafgesetzbuches der RSFSR vom Militärkollegium des Obersten Gerichts der UdSSR verurteilt und sofort erschossen. Bechterewas Mutter Sinaida Wassiljewna Bechterewa war Ärztin und kam ins Lager. Als Tochter eines Volksfeinds wuchs Bechterewa zusammen mit ihrem Bruder und ihrer jüngeren Schwester in einem Waisenhaus auf.
Während des Deutsch-Sowjetischen Kriegs studierte Bechterewa im blockierten Leningrad am 1. Leningrader Pawlow-Medizin-Institut mit Abschluss 1947 und absolvierte dann die Aspirantur am Institut für Physiologie des Zentralnervensystems der Akademie der Medizinischen Wissenschaften der UdSSR (AMN-SSSR).
1950 wurde Bechterewa wissenschaftliche Mitarbeiterin des Instituts für Experimentelle Medizin der AMN-SSSR. 1951 wurde sie zur Kandidatin der biologischen Wissenschaften promoviert. 1954 wechselte sie in das Polenow-Institut für Neurochirurgie des Gesundheitsministeriums der UdSSR, wo sie Laboratoriumsleiterin und Vizedirektorin wurde. 1959 wurde sie zur Doktorin med. promoviert. 1960 trat sie in die KPdSU ein. 1962 kehrte sie in das Institut für experimentelle Medizin der AMN-SSSR zurück. Sie leitete die Abteilung für Neurophysiologie und wurde 1970 Direktorin des Instituts (bis 1990). Es folgte die Ernennung zur Professorin. Zu ihren Schülern gehörten Pawel Wladimirowitsch Bundsen und Wassili Andrejewitsch Kljutscharjow. 1970 wurde sie zum Korrespondierenden Mitglied der Akademie der Wissenschaften der UdSSR (AN-SSSR, seit 1991 Russische Akademie der Wissenschaften (RAN)) gewählt.
1975 wurde Bechterewa Mitglied der AMN-SSSR. 1981 wurde sie zum Vollmitglied der AN-SSSR gewählt. Sie wurde 1990 wissenschaftliche Leiterin des Gehirn-Zentrums der AN-SSSR und 1992 wissenschaftliche Leiterin des Instituts für das menschliche Gehirn der RAN. Sie leitete die Studiengruppe für Neurophysiologie des Denkens, Handelns und Bewusstseins. Sie war Vizepräsidentin der International Union of Physiological Sciences (1974–1980) und der International Organization of Psychophysiology (1982–1994).
Bechterewa äußerte sich positiv gegenüber nicht allgemein anerkannten Vorstellungen, wie beispielsweise bezüglich der Wasseraffen-Theorie. Sie befürwortete die Untersuchung der besonderen Fähigkeiten der Seherin Baba Wanga und des Heilers Anatoli Michailowitsch Kaschpirowski. Die 1988 von Witali Lasarewitsch Ginsburg gegründete und ab 1998 von Eduard Pawlowitsch Krugljakow geleitete Kommission für den Kampf gegen Pseudowissenschaft  und Wissenschaftliche Fälschung beim Präsidium der RAN sah Teile der Arbeit Bechterewas kritisch.

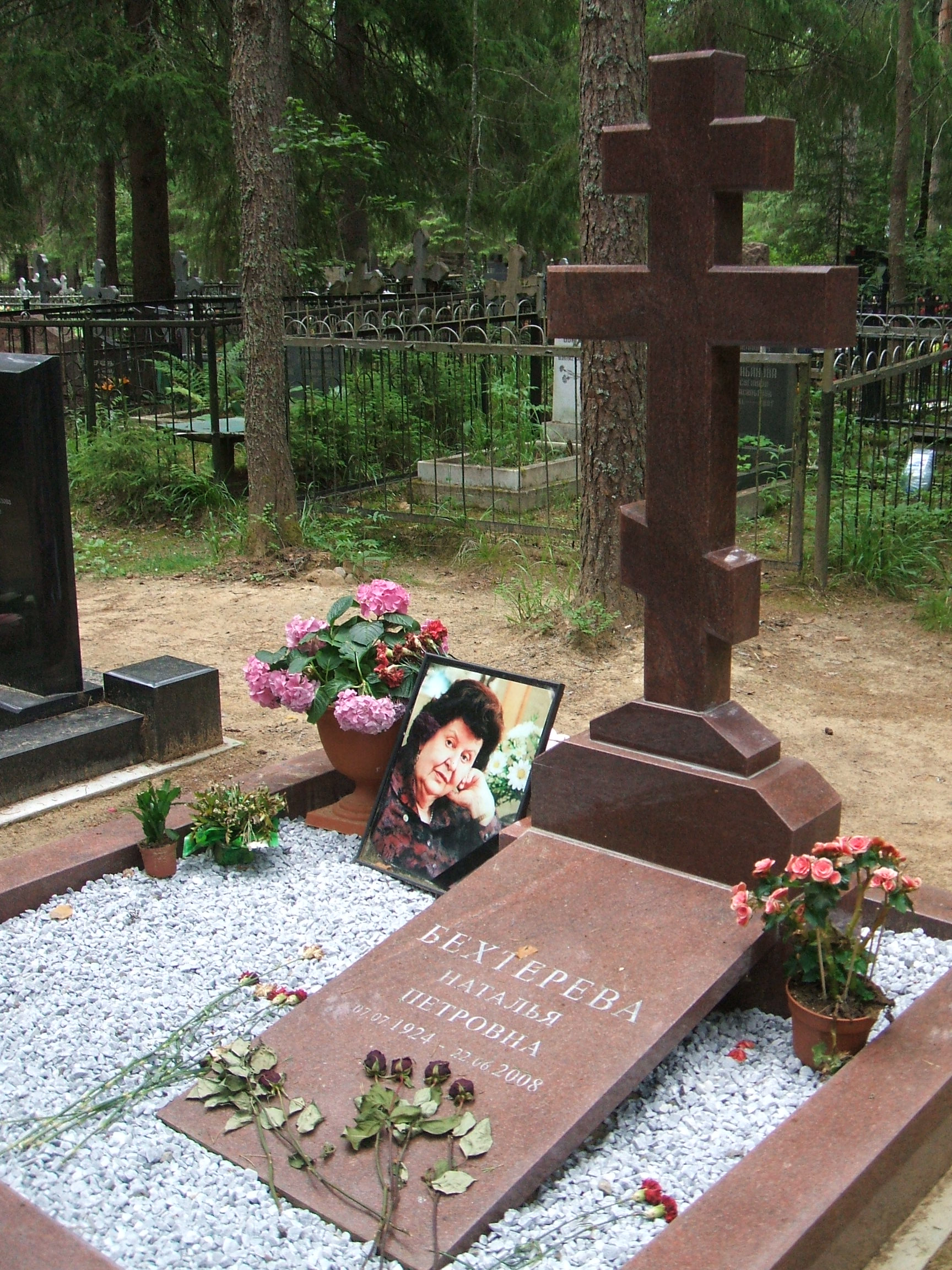
Bechterewas Grab auf dem Friedhof Komarowo

Bechterewa war Abgeordnete des Obersten Sowjets der UdSSR (1970–1974) und des Volksdeputiertenkongresses (1989–1991).
Bechterewa war in erster Ehe mit dem Physiologen Wsewolod Iwanowitsch Medwedew (1924–2008) verheiratet. Ihr Sohn Swatoslaw Wsewolodowitsch Medwedew führte die Arbeit seiner Mutter fort. Ihre Enkelin Natalja Medwedewa wurde Psychiaterin. In zweiter Ehe war Bechterewa mit dem Ökonomen Iwan Iljitsch Kaschteljan verheiratet.
Bechterewa starb 2008 nach langer Krankheit in der Asklepios Klinik St. Georg in Hamburg und wurde auf dem Friedhof Komarowo begraben.
Bechterewas Namen tragen das Institut für das menschliche Gehirn der RAN (seit 2009) und der 1968 von Tamara Michailowna Smirnowa entdeckte Asteroid (6074) Bechtereva.

## Mitgliedschaften
- Ausländisches Mitglied der Österreichischen Akademie der Wissenschaften (1974)
- Ehrenmitglied der Ungarischen Gesellschaft der Elektrophysiologen (1968)
- Ehrenmitglied der Tschechoslowakischen Neurophysiologischen und Neurochirurgischen Purkyně-Gesellschaft (1989)[3]
- Ausländisches Mitglied der Finnischen Akademie der Wissenschaften (1990)

## Ehrungen, Preise
- Medaille „Zum 250-jährigen Jubiläum Leningrads“
- Medaille „Für heldenmütige Arbeit“ (1961)
- Ehrenzeichen der Sowjetunion (1967)
- Jubiläumsmedaille „Zum Gedenken an den 100. Geburtstag von Wladimir Iljitsch Lenin“
- Goldmedaille der Ausstellung der Errungenschaften der Volkswirtschaft der UdSSR (1967, 1974), Silbermedaille (1976)
- Wiener and McCulloch Award und Wiener Medal der  American Society for Cybernetics (1972)[10]
- Orden des Roten Banners der Arbeit (1975)
- Leninorden (1984)
- Staatspreis der UdSSR für Wissenschaft und Technik (1985)[11]
- Hans-Berger-Medaille der Gesellschaft für Neuroelektrodiagnostik der DDR[4]
- Orden der Freundschaft der Völker der Russischen Föderation (1994)[12]
- W.-M.-Bechterew-Goldmedaille der RAN (1997)[2]
- Verdienstorden für das Vaterland IV. Klasse (1999),[13] III. Klasse (2004)[14]
- Olimpija-Preis der Russischen Akademie für Business und Unternehmertum für hervorragende Leistungen von Frauen in Russland (2001)[3]
- Preis des Fonds Heiliger Apostel Andreas der Erstgenannte (2003)[3]
- Wyssozki Preis Swoja Koleja (2003)
- Ehrendoktorin der Universität St. Petersburg (2006)
- Ehrenbürgerin St. Petersburgs (2008)[15]
- Am 7. Juli 2020, zum 96. Geburtstag wurde Bechterewa mit einem Google Doodle geehrt.[16]